# Ольховский сельсовет (Брестская область)
Ольховский сельсовет (бел. Альхоўскі сельсавет) — административная единица на территории Ляховичского района Брестской области Белоруссии. Административный центр — деревня Ольховцы.

## История
12 октября 1940 года образован Ольховский сельсовет в составе Ляховичского района Барановичской области БССР. Центр — деревня Ольховцы. С 8 января 1954 года в Брестской области. 
16 июля 1954 года упразднён Ольховский сельсовет, территория присоединена до Подъязовлевского сельсовета, который 20 мая 1968 года переименован в Ольховский сельсовет с переносом центра в деревню Ольховцы.
На 1 января 1974 года в составе сельсовета 8 населённых пунктов. 
16 марта 1987 года в состав Малогородищенского сельсовета передана деревня Литовка.
23 декабря 1997 года к сельсовету присоединена территория упразднённого Малогородищенского сельсовета.

## Состав
Ольховский сельсовет включает 14 населённых пунктов:
- Большое Городище — деревня.
- Водятино — деревня.
- Волька — деревня.
- Гостиловичи — деревня.
- Гуково — деревня.
- Завинье — деревня.
- Задворье — деревня.
- Кривое Село — деревня.
- Литовка — деревня.
- Малое Городище — агрогородок.
- Мариново — деревня.
- Ольховцы — деревня.
- Петуховщина — деревня.
- Подъязовле — деревня.